# Rainer Koch (Sportfunktionär)

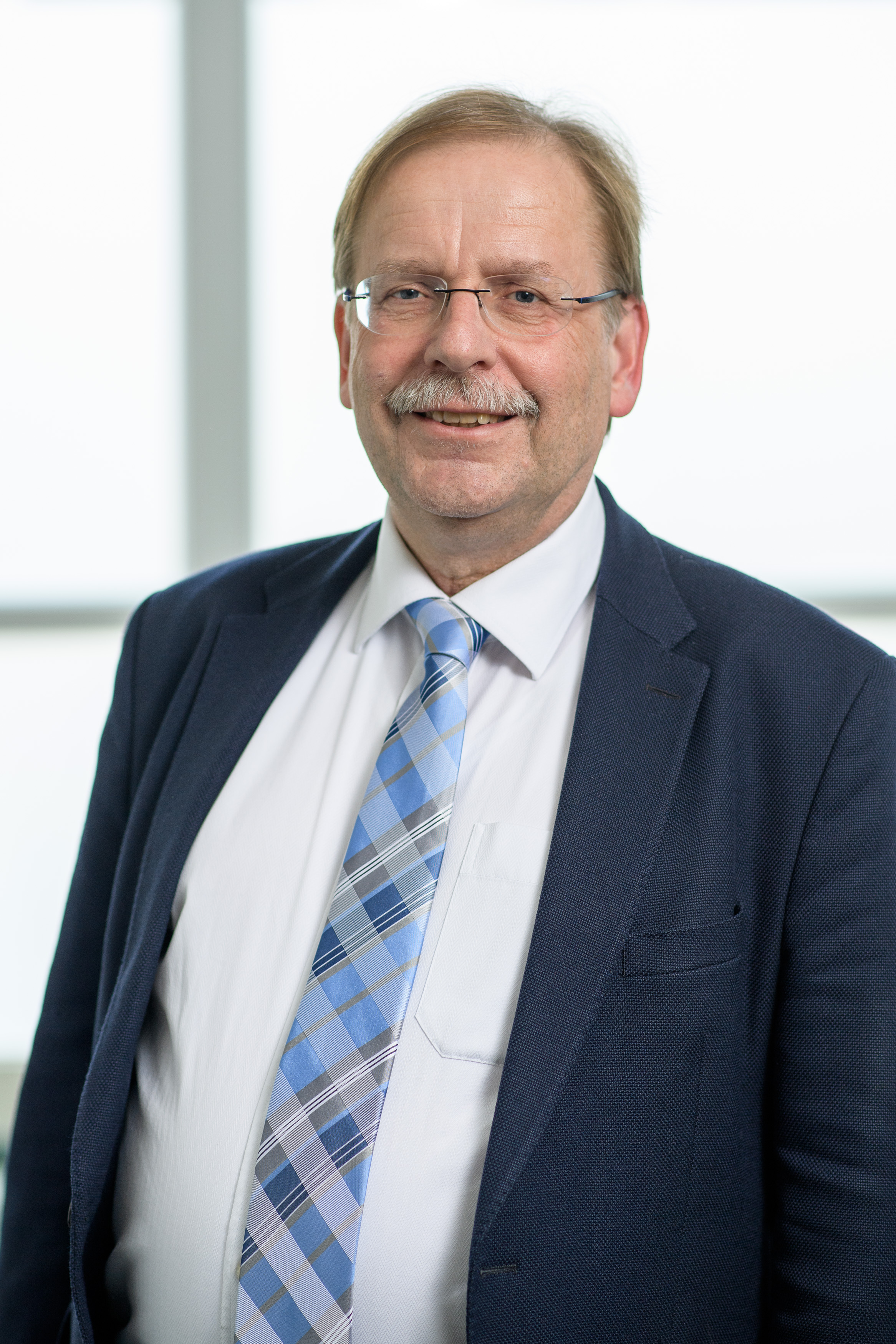
Rainer Koch (2019)

Rainer Koch (* 18. Dezember 1958 in Kiel) ist ein deutscher Jurist und Fußballfunktionär. Von Oktober 2013 bis März 2022 war er 1. Vizepräsident des Deutschen Fußball-Bundes für Amateurfußball und Angelegenheiten der Regional- und Landesverbände. Vom 9. November 2015 bis zum 15. April 2016, vom 2. April 2019 bis zum 17. September 2019 und vom 17. Mai 2021 bis zum 11. März 2022 war er kommissarischer Präsident des DFB; die ersten beiden Male gemeinsam mit Reinhard Rauball, das letzte Mal gemeinsam mit Peter Peters. Von November 2004 bis Juni 2022 war er Präsident des Bayerischen Fußball-Verbandes. Von Oktober 2011 bis Oktober 2022 war er Präsident des Süddeutschen Fußball-Verbandes. Von März 2020 bis April 2023 gehörte er dem UEFA-Exekutivkomitee an.

## Berufliche Laufbahn
Koch studierte nach dem Abitur am Wilhelmsgymnasium München und dem Wehrdienst in den Jahren 1979 bis 1984 Jura an der Ludwig-Maximilians-Universität München und trat nach seiner Promotion in den bayerischen Justizdienst ein. Nach Stationen an verschiedenen Amtsgerichten, drei Jahren als Gründungsfachbereichsleiter für den Fachbereich Rechtspflege an der Fachhochschule der Sächsischen Verwaltung in Meißen und Jahren als stellvertretender Leiter der Gemeinsamen IT-Stelle der bayerischen Justiz war Koch ab 2008 Richter am Oberlandesgericht München und ab dem 1. Dezember 2017 Vorsitzender Richter am Oberlandesgericht München. Aufgrund seiner vielfältigen sportpolitischen Verpflichtungen wechselte Koch 2008 beruflich auf eine Halbtagsstelle. Zwischenzeitlich übte er den Beruf als Richter nicht mehr aus. Nach seiner Bekanntgabe im Frühjahr 2022, nicht noch einmal als Präsident des Bayerischen Fußball-Verbandes zu kandidieren, ist Koch seit dem 1. Januar 2023 wieder in seinem Beruf als Richter am Oberlandesgericht tätig.

## Sportliche Laufbahn

### Bayerischer Fußball-Verband (BFV)
Seine Leidenschaft für Fußball entdeckte Koch als Spieler für die Münchner Vorortvereine Kirchheimer SC und TSV Poing. In den Jahren 1977 bis 1980 war Koch D- und C-Juniorentrainer beim Kirchheimer SC. Ebenfalls in Kirchheim übernahm Koch von 1989 bis 1990 die Jugendleitung. Kochs Karriere beim Bayerischen Fußball-Verband begann als aktiver Schiedsrichter. Von 1975 bis 1986 leitete er knapp 1000 Verbandsspiele bis zur Bayernliga, damals die dritthöchste Liga, und war darüber hinaus von 1987 bis 1989 als Schiedsrichterbeobachter im Einsatz. Zeitgleich trainierte er die A-Jugend des FC Falke Markt Schwaben, die Trainerlizenz B hatte Koch bereits im Jahr 1982 erworben.
Seine Funktionärslaufbahn startete er 1982 im Alter von 24 Jahren als Beisitzer im Kreis-Schiedsrichterausschuss München. Dieses Amt übte er bis 1986 aus. Nach einer berufsbedingten Auszeit nahm Koch 1990 die Verbandsarbeit im BFV wieder auf und wurde Jugend-Sportgerichtsvorsitzender des Bezirks Oberbayern. Nach sechs Jahren wurde er Beisitzer im Verbands-Sportgericht, dem obersten Sportgericht im BFV, dessen Vorsitz er von 1998 bis 2004 übernahm. Im November 2004 wählte der erste außerordentliche Verbandstag des BFV den damals 45-Jährigen als Nachfolger des zum DFB-Schatzmeister gewählten Heinrich Schmidhuber in Nürnberg einstimmig zum Präsidenten des Bayerischen Fußball-Verbandes. In dieser Funktion zeigte er Präsenz bei den Kreis- und Bezirkstagen, forcierte die Anstrengungen gegen Wettmanipulationen und stärkte die weniger prestigeträchtigen Ligen im Landesverband. Bei den darauffolgenden BFV-Verbandstagen 2006, 2010 und 2014 wurde Koch jeweils einstimmig wiedergewählt. Zuletzt wurde er am 5. Mai 2018 auf dem 25. BFV-Verbandstag in Bad Gögging für die Legislaturperiode 2018–2022 erneut einstimmig wiedergewählt. Bei der Präsidentschaftswahl am 25. Juni 2022 trat er nicht erneut an. Ihm folgte Christoph Kern nach. Rainer Koch wurde von den Delegierten einstimmig zum Ehrenpräsidenten des BFV ernannt.

### Süddeutscher Fußball-Verband (SFV)
Rainer Koch zog 2005 als Vizepräsident in den Vorstand des Süddeutschen Fußball-Verbandes (SFV) ein. Dem Regionalverband, der sich aus den Landesverbänden in Bayern, Hessen und Baden-Württemberg zusammensetzt, steht Koch seit der Wahl auf dem 7. Ordentlichen SFV-Verbandstag in Kassel am 22. Oktober 2011 als Nachfolger von Rolf Hocke als Präsident vor. Am 12. Oktober 2014 wurde Koch beim 8. Ordentlichen SFV-Verbandstag in Freiburg im Breisgau für weitere vier Jahre als Präsident des SFV bestätigt. Vier Jahre später (20. Oktober 2018) wurde er auch beim 9. Ordentlichen SFV-Verbandstag in Stuttgart erneut als SFV-Präsident wiedergewählt. 2022 trat er nicht mehr zur Wahl an, sein Nachfolger wurde Ronny Zimmermann. Koch wurde zum Ehrenpräsidenten des Verbandes gewählt.

### Deutscher Fußball-Bund (DFB)
1996 wurde Koch Beisitzer beim Sportgericht des Deutschen Fußball-Bundes (DFB), zu dessen Vorsitzendem er 1998 gewählt wurde.
Zum DFB-Vizepräsidenten für Rechts- und Satzungsfragen wurde Koch im Oktober 2007 auf dem DFB-Verbandstag gewählt und gab in der Folge den Vorsitz im Sportgericht ab. Auch in der neuen Funktion propagierte er eine Null-Toleranz-Strategie gegenüber Rassismus und Gewalt in den Fußballstadien. Sein Verhältnis zu den Ultras gilt als angespannt. Nachdem ihm in der Affäre um den Schiedsrichterfunktionär Manfred Amerell relevante Informationen vorenthalten worden waren, gab Koch im Februar 2010 die ihm ebenfalls übertragene Zuständigkeit für das Schiedsrichterwesen im DFB ab. Das Ressort für Rechts- und Satzungsfragen tauschte Koch im November 2011 aufgrund von Spannungen mit dem damaligen DFB-Präsidenten Theo Zwanziger kurzfristig mit dem vom hessischen Vizepräsidenten Rolf Hocke verantworteten Ressort „Prävention, Integration sowie Freizeit- und Breitensport“. Im März 2012 kam es nach der Wahl Wolfgang Niersbachs zum DFB-Präsidenten zum Rücktausch der Ressorts zwischen Koch und Hocke. Die Delegierten des 41. Ordentlichen Bundestag des Deutschen Fußball-Bundes wählten Koch einstimmig am 25. Oktober 2013 in Nürnberg zum „1. Vizepräsident Amateure“. In dieser Funktion vertrat Koch die Interessen des deutschen Amateurfußballs und setzte sich im Sinne der Regional- und Landesverbände des DFB für eine konstruktive Zusammenarbeit zwischen Profi- und Amateurfußball ein. Mit dieser Position verknüpft war der Vorsitz der Konferenz der 21 Landes- und fünf Regionalverbandspräsidenten. Diese Konferenz berät das DFB-Präsidium, den DFB-Vorstand und die DFB-Zentralverwaltung zu allen Themen, die den Amateurfußball betreffen.
Nach dem Rücktritt Niersbachs als DFB-Präsident im November 2015 wurde Koch zusammen mit dem weiteren 1. DFB-Vizepräsidenten Reinhard Rauball satzungsgemäß kommissarischer DFB-Präsident. Niersbach war wegen möglicher Schmiergeldzahlungen vor der Fußball-Weltmeisterschaft 2006 zurückgetreten. Koch appellierte am 9. November 2015 öffentlich an Franz Beckenbauer, es sei „höchste Zeit, dass er sich intensiver einbringt in die Aufklärung der Vorgänge.“ Am 15. April 2016 wurde Reinhard Grindel auf dem außerordentlichen DFB-Bundestag in Frankfurt zum neuen DFB-Präsidenten gewählt. Im Zuge der Regionalliga-Reform, die auf dem außerordentlichen Bundestag am 7. Dezember 2017 beschlossen wurde, legten die bayerischen Regionalliga- und Drittliga-Vereine zusammen mit dem Bayerischen Fußball-Verband die sogenannte „Wendelsteiner Vorlage“ vor, in der sie sich für den Erhalt der fünfgleisigen Regionalliga und ein geändertes Aufstiegsmodell aussprachen. Als Alternative wurde in der „Wendelsteiner Vorlage“ thematisiert, eine viergleisige Regionalliga einzuführen und die Regionalliga Bayern mit Sachsen und Thüringen zusammenzulegen. Für diesen Vorschlag wurde Koch vor allem von ostdeutschen Traditionsklubs stark in den Medien kritisiert, obwohl er sich stets für den Erhalt der fünf Regionalligen ausgesprochen hatte.
Am 2. April 2019 übernahm Koch nach dem Rücktritt des bisherigen DFB-Präsidenten Reinhard Grindel erneut zusammen mit dem DFL-Präsidenten und 1. DFB-Vizepräsidenten Reinhard Rauball kommissarisch das Amt des DFB-Präsidenten. Die Interims-Amtszeit endete mit dem Ordentlichen DFB-Bundestag und der Wahl von Fritz Keller zum neuen DFB-Präsidenten am 27. September 2019.
Bei einer Razzia im Oktober 2020 im Haus des früheren DFB-Präsidenten Reinhard Grindel stießen die Beamten auf Kuverts mit einer vorformulierten, aber nicht abgeschickten Strafanzeige gegen Koch wegen des Verdachts auf Untreue, Bestechlichkeit und Betrug. Die Staatsanwaltschaft Frankfurt ging den Vorwürfen nach, ermittelte wegen Verdachts der Untreue gegen Koch und stellte das Verfahren nach Klärung der Umstände mangels Tatverdachts schließlich Mitte Februar 2021 gemäß § 170 Abs. 2 StPO ein.
Bei einer Präsidiumssitzung des DFB am 23. April 2021 wurde Koch vom DFB-Präsidenten Keller bei einem Wutausbruch als „Freisler“ bezeichnet, also mit Roland Freisler, dem Vorsitzenden des Volksgerichtshofes in der Zeit des Nationalsozialismus, verglichen. Dies führte zu einer weiteren Führungskrise im Verband, als die Amateurvertreter im DFB Keller zehn Tage später trotz mehrfacher Entschuldigung das Vertrauen entzogen.
Koch und Peter Peters wurden nach Kellers Rücktritt am 17. Mai 2021 gleichberechtigte Interimspräsidenten. Nach massiver Kritik auch an Koch wegen des internen Machtkampfes beim DFB erklärte dieser, beim nächsten ordentlichen Bundestag des DFB nicht mehr für das Amt des ersten Vizepräsidenten zu kandidieren. Im Zuge des Machtkampfes beim DFB tauchten Fragen zum Verhältnis von Koch zum Medienberater Kurt Diekmann und zu dessen mysteriöser, hochdotierter Tätigkeit beim DFB auf. Am 2. Juni 2021 publizierte Der Spiegel ein Gespräch mit Koch, in dem dieser eine mediale Kampagne gegen ihn beklagte und die Deutsche Fußball Liga attackierte. Peters bezeichnete das Gespräch insbesondere in Bezug auf die „Verschwörungstheorie“, dass die DFL den DFB finanziell schwächen wolle, als „nicht fair“ oder schlicht „unwahr“. Die Ethikkommission des DFB wurde im Juni eingeschaltet, um Vorgänge um Schiedsrichterin Bibiana Steinhaus-Webb im Zusammenhang mit der Reform-Initiative „Fußball kann mehr“, darunter ein Steinhaus irritierender Anruf von Koch bei ihr, zu untersuchen. Im Dezember 2021 stellte die Ethikkammer des DFB-Sportgerichts das Verfahren „mit der Maßgabe, dass Dr. Rainer Koch ein Hinweis erteilt wird, dass das festgestellte Verhalten unethisch gewesen ist und im Wiederholungsfall eine Anklageerhebung erfolgen kann“ ein.
Am 7. März 2022 forderten die früheren DFB-Präsidenten Fritz Keller, Reinhard Grindel und Theo Zwanziger in einem Brief an die Delegierten für den DFB-Bundestag am 11. März „Beenden Sie das System Koch und sorgen Sie für einen echten Neuanfang im DFB“. Kritiker sehen Koch als mitverantwortlich für etliche Krisen im DFB. Zuletzt wurde Koch als Mitverantwortlicher für einen angeblichen „Scheinvertrag“ mit einem Kommunikationsberater gesehen, was zu Ermittlungen der Staatsanwaltschaft Frankfurt/Main führte.
Beim DFB-Bundestag am 11. März 2022, bei dem auch ein neuer DFB-Präsident gewählt wurde, kandidierte Koch nicht mehr für das Amt des 1. Vizepräsidenten. Bereits im Mai 2021 hatte er diesen Schritt öffentlich angekündigt und betont, dass seine Mitwirkung als haftender Vorstand des DFB gemäß Paragraph 26 BGB mit dem Bundestag 2022 ende. Er kandidierte stattdessen für das Amt des DFB-Vizepräsidenten, für welches er vom Süddeutschen Fußballverband ohne Gegenstimme nominiert wurde. Er forderte in seiner Bewerbungsrede, ihn im Amt des DFB-Vizepräsidenten zu bestätigen oder sich nicht an der Wahl zu beteiligen. Er sah dabei seine Wahl als Probe des zuvor beschworenen Zusammenhalts zwischen Profis und Amateuren. Seine Bewerbungsrede wurde mit einigen Pfiffen bedacht. Er verlor mit 68:163 Stimmen gegen Silke Sinning und schied aus dem Präsidium des DFB aus. Die Frankfurter Allgemeine Zeitung kommentierte: „Das Ergebnis war die größte Überraschung der vergangenen Jahre im DFB – und ein deutliches Zeichen des Bundestags, neue Wege einzuschlagen und die Ära Koch zu beenden.“

### Internationaler Fußball
Seit 2002 war Koch in verschiedenen Funktionen für die UEFA und FIFA aktiv. Zunächst war er neun Jahre lang Mitglied der Kontroll- und Disziplinarkammer der UEFA, in dieser Funktion war er u. a. bei den Europameisterschaften 2004 und 2008 tätig. Von 2015 bis zu seiner Wahl ins UEFA-Exekutivkomitee war Koch Mitglied des UEFA-Berufungsgerichts. Bereits seit 2005 war er zudem regelmäßig als UEFA- und FIFA-Match-Delegierter im Einsatz und konnte auf mehr als 100 Berufungen seitens UEFA und FIFA zu Delegierteneinsätzen bei internationalen Spielen in Champions League, Europa League, sowie EM- und WM-Qualifikationsspielen zurückblicken. Ab März 2020 war Rainer Koch als einziger deutscher Vertreter Mitglied des UEFA-Exekutivkomitees. 2017 wurde er von der UEFA als einer von zwei europäischen Vertretern in die FIFA Governance-Kommission entsandt, in welcher er bis zu seinem Ausscheiden im Jahr 2021 vor allem für die Verbindung der Kommission zum Human Rights Advisory Board der FIFA zuständig war. Im April 2023 übernahm Hans-Joachim Watzke seinen Posten im UEFA-Exekutivkomitee.

### Sportpolitisches Programm
Kochs sportpolitische Agenda in Bayern zielte auf den Erhalt der für den Fußball unverzichtbaren Vereinslandschaft durch Modernisierung, Kampagnen und Imagearbeit für den Amateurfußball sowie die Wahrung der Einheit von Profi- und Amateurfußball. So initiierte er auf dem BFV-Verbandstag 2010 die Kampagne „Pro Amateurfußball“ mit Qualifizierungs- und Weiterbildungsmöglichkeiten für die Vereinsbasis. Als Leiter eines Projektteams entwickelte Koch „BFV.TV“, die bekannteste Online-Sportschau für den Amateurfußball. Im Jahr 2013 wurde das Format mit dem Bayerischen Sportpreis in der Kategorie „Innovation im Sport“ ausgezeichnet. Seit seiner Zeit als Sportrichter steht Koch für den entschlossenen Kampf gegen Gewalt, Rassismus, Pyrotechnik und jede Form von Diskriminierung in den Fußballstadien. 2013 entwickelte er gemeinsam mit den Vorsitzenden der Rechtsorgane des DFB ein 10-Punkte-Programm für die Sportgerichtsbarkeit, mit dem die Täterermittlung gegenüber der verschuldensunabhängigen Zurechnungshaftung der Vereine in den Vordergrund rücken soll. Im Frühjahr 2018 setzte sich Koch dafür ein, dass sich der DFB gegenüber dem Thema E-Sport öffnet. Er schloss dabei aber gewaltverherrlichende Spiele wie Counter-Strike o. Ä. aus. Aus diesem Grund wurde eine einheitliche Linie zum Thema „eSoccer“ definiert. Die 21 Landesverbände des DFB wollen lediglich fußballbezogene Spiele und Formate unterstützen. Der Bayerische Fußball-Verband verankerte auf Kochs Initiative den „eSoccer“ auf seinem Verbandstag am 5. Mai 2018 als Facette des Fußballs in seiner Satzung.

## Politik
Koch saß von 1990 bis 2020 für die SPD im Gemeinderat von Poing und wurde 2009 von seiner Partei zur Bundesversammlung entsandt. Im Mai 2024 zeichnete ihn Poing für seine 30-jährige Arbeit im Gemeinderat mit dem Bürgerring der Gemeinde aus.

## Familie
Koch ist verheiratet, hat eine Tochter und lebt seit 1964 in Poing.

## Kritik
Im September 2019 beschrieb Der Spiegel Koch als Funktionär, der zwar hehre und leere Worte von Transparenz und Sachaufklärung von sich gibt, aber niemals danach handelte. Er trug in der DFB-Führung seit 2007 luxuriöse Reisen von Funktionären zu Turnieren, First-Class-Catering und Trinkgelage auf Feiern und Tagungen mit. Koch erhielt 2019 eine monatliche Aufwandsentschädigung inklusive Sachleistungen und einen Verdienstausfall, wegen einer halben Richterstelle, von zusammen knapp 7.000 Euro. Auch über seinen Dienstwagen der Mercedes-Benz E-Klasse inklusive Tankkarte und Steuerübernahme für diesen Geldwerten Vorteil und seine Flüge, grundsätzlich Businessclass, wurde berichtet. Dem Spiegel gegenüber stellte Koch klar, dass er nebenamtlich und nicht ehrenamtlich für den DFB tätig ist, obwohl er gegenüber der Öffentlichkeit von ehrenamtlichem Engagement sprach.

## Auszeichnungen
2014: Bundesverdienstkreuz am Bande